# Filaria Bancrofta
Filaria Bancrofta, nitkowiec ludzki (Wuchereria bancrofti syn. Filaria sanguinis) – nicień występujący w krajach o gorącym klimacie w Ameryce Południowej, w Azji i w Afryce. Pasożyt wywołujący chorobę zwaną słoniowacizną (elefantioza, filarioza).
Ciało obłe, długości 4 cm (samiec), 8-10 cm (samica).
Żywicielem pośrednim są komary, żywicielem ostatecznym jest człowiek i małpy. Pasożytują w naczyniach limfatycznych człowieka, powodując zamykanie i rozrastanie się ścianek naczyń. Przy tym tworzą się guzy (do kilkudziesięciocentymetrowej średnicy). Wywołuje to potężne zniekształcenia, zwłaszcza kończyn (np. zniekształcona noga przypomina nogę słonia).

## Cykl rozwojowy
Zakażony larwami komar podczas odżywiania się krwią wprowadza do ustroju człowieka larwy. Larwy czynnie migrują do naczyń krwionośnych i limfatycznych. Osiadają w węzłach chłonnych, gdzie dojrzewają i wzrastają. Zapłodniona samica wydala larwy. Nocą larwy przedostają się z układu chłonnego do krwi obwodowej, skąd są pobierane przez komary odżywiające się krwią. W przewodzie pokarmowym komara są krótko, migrują do jamy ciała, gdzie dojrzewają i wzrastają, po czym aktywnie przechodzą do ślinianek owada, a stąd po dwóch tygodniach od przejścia na owada znów trafiają do żywiciela ostatecznego.
Pasożyty powodują niedrożność węzłów i naczyń limfatycznych, ponadto pobudzają do wzrostu tkankę łączną właściwą. Skutkiem tego są zastoje limfy, wystąpienie obrzęków i narastanie tkanki łącznej wokół pasożyta. Chorzy mają gorączkę, dreszcze, eozynofilię. Charakterystyczne dla choroby jest wyjątkowe powiększanie się części ciała, w których egzystuje pasożyt. Najczęściej przebywa on w okolicach narządów płciowych, wokół gruczołów sutkowych, w pachwinach i w kończynach co często jest trudne w leczeniu, a w niektórych przypadkach usuwane chirurgicznie. Objawy typu olbrzymich zdeformowanych części ciała noszą nazwę słoniowacizny (słoniowatość). Mikrofilarie w ciągu dnia zlokalizowane są w naczyniach (zatokach) i grudkach chłonnych narządów wewnętrznych (serce, płuca, wątroba, trzustka, śledziona, nerki). Mogą wówczas upośledzać ukrwienie tych organów oraz wywoływać stany zapalne. Okolice pasożytowania nitkowca najczęściej ulegają zakażeniu paciorkowcami i gronkowcami, co przejawia się zropieniem i martwicą tkanek.

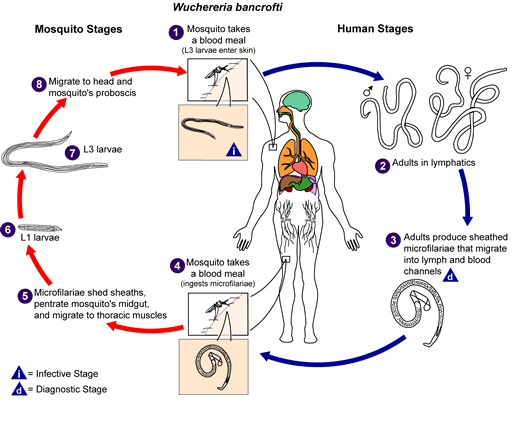
Cykl życia Wuchereria bancrofti

Rozpoznanie choroby opiera się na podstawie występujących objawów oraz badaniu krwi pobranej z naczyń podskórnych w godzinach nocnych. We krwi stwierdza się wówczas mikrofilarie. 
Profilaktyką jest zwalczanie komarów, stosowanie środków odstraszających komary oraz chroniących przed komarami.